# Duomyia picta
Duomyia picta är en tvåvingeart som beskrevs av Mcalpine 1973. Duomyia picta ingår i släktet Duomyia och familjen bredmunsflugor. Inga underarter finns listade i Catalogue of Life.